# فريش اريليا
فريش اريليا (بالألمانية: Aurelia Frick)‏ (و. 1975  م) هي سياسية، ومحامية ليختنشتاينية، ولدت في سانت غالن.

## مناصب
تولت منصب وزير في الحكومة.

## التعليم
تعلمت في جامعة فريبورغ.